# Zorro (televisieserie uit 1957)
Zorro is een Amerikaanse televisieserie over het gelijknamige personage. De serie werd geproduceerd door Walt Disney Productions en liep van oktober 1957 tot juni 1959, met een totaal van 78 afleveringen. Daarnaast kende de serie vier specials van elk een uur. Hoewel de serie erg populair was, vooral bij een jong publiek, moest ze na het tweede seizoen stopgezet worden. Dat kwam door een financiële onenigheid tussen Disney en het netwerk dat de serie uitzond.
De televisieserie werd van 1971 tot en met 1975 uitgezonden door de TROS. Een ingekleurde versie uit 1992 werd door BRTN TV2 uitgezonden van 1996 tot en met 1997 en door Ketnet van 1998 tot en met 2005. Daarnaast zijn in 1995 vier afleveringen uitgebracht verdeeld over twee videobanden (Zorro de wreker en Zorro de gemaskerde ruiter). Het eerste seizoen is in 2005 op dvd uitgebracht in Nederland.
Een bewerking van de serie als film The Sign of Zorro verscheen in 1960 in Nederland onder de titel: Zorro, Het teken aan de wand. Een tweede bewerking als film Zorro, the Avenger verscheen in 1969 in Nederland onder de titel Zorro, de wreker.

## Inhoud
De serie bestond uit een aantal verhaallijnen die meestal 13 afleveringen in beslag namen.
Bij aanvang van de serie keert Diego op aandringen van zijn vader terug uit Spanje. Don Alejandro, Diego's vader, hoopt dat Diego kan helpen in de strijd tegen de wrede kapitein Monasterio. Diego besluit zich voor te doen als een intellectuele slappeling die totaal niet kan vechten, maar trekt in het geheim ten strijde tegen Monasterio als de held Zorro. De eerste verhaallijn draait om het gevecht met Monasterio. Aan het eind van de eerste verhaallijn wordt Monasterio ontmaskerd als de corrupte schurk die hij werkelijk is, en gearresteerd. In de rest van seizoen 1 vecht Zorro tegen de kwaadaardige Magistrado Galindo, die in een complot zit om heel Californië over te nemen. Hij werkt voor een mysterieuze man genaamd "de Adelaar", die later José Sebastian Varga blijkt te zijn. Het eerste seizoen eindigt met de dood van Varga.
In seizoen 2 reizen Diego, Don Alejandro en Bernardo af naar Monterey, de koloniale hoofdstad. Ze doen dat omdat er daar een bende actief is die geld en voedseltransport naar Los Angeles hindert. Diego onderzoekt de zaak onder eigen naam, maar ook als Zorro. Hij krijgt een relatie met Ana Maria Verdugo. Zorro verslaat de dieven, maar belandt vervolgens in een rivaliteit met een oude vriend genaamd Ricardo del Amo, die ook geïnteresseerd is in Ana Maria. Tijdens hun verblijf in Monterey raken Zorro en Sergeant Garcia betrokken bij een onenigheid tussen de boeren en een luitenant. Diego geeft bijna zijn Zorro-identiteit op om bij Ana Maria te zijn, maar zijn vader (die inmiddels Diego's geheim ontdekt heeft) weet hem hiervan te weerhouden. Zorro neemt uiteindelijk afscheid van Ana Maria en keert terug naar Los Angeles.
In de rest van het tweede seizoen raakt Zorro betrokken bij een aantal korte avonturen. Zo moet hij het geheim over Anita Campillo's vader onthullen. Ook ontmoet hij zijn oom, verhindert hij een complot tegen de gouverneur van Californië, en bevecht een hebzuchtige missionaris uit Spanje.

## Personages en cast

### Hoofdpersonages
- Don Diego de la Vega (gespeeld door Guy Williams), alias de held Zorro. Hij woont bij zijn vader op een ranch buiten het dorpje Los Angeles. Hij heeft in Spanje een studie gevolgd, en daar buiten zijn vaders weten om ook schermlessen gevolgd. In het dagelijks leven doet hij zich voor als een kalme jonge man die problemen liever met intellect dan met geweld oplost, maar als Zorro trekt hij geregeld ten strijde tegen het onrecht.

- Don Alejandro de la Vega (gespeeld door George J. Lewis), de heethoofdige vader van Diego. Hij is een rijke rancheigenaar, en min of meer de leider van de landheren rondom Los Angeles. Hij trekt het liefst zelf ten strijde, wat geregeld problemen oplevert.

- Bernardo (gespeeld door Gene Sheldon), een man die met Diego is meegereisd vanuit Spanje, en nu werkt als de dienaar van de De La Vega’s. Hij kan niet praten, maar gebruikt gebarentaal om te communiceren. Hij doet tevens alsof hij doof is, zodat hij gemakkelijk de plannen van Zorro’s vijanden kan afluisteren. Hij is lange tijd de enige die weet heeft van Diego’s alter ego. Een paar maal doet hij zichzelf voor als Zorro om zo mensen ervan te overtuigen dat Don Diego en Zorro onmogelijk een en dezelfde persoon kunnen zijn.

- Demetrio Lopez Garcia (gespeeld door Henry Calvin), de dikke en niet bijster snuggere sergeant van het regiment van Los Angeles. Hij houdt van overmatig eten en drinken. In tegenstelling tot de meeste soldaten is hij geen vechtersbaas. Garcia is zeer loyaal aan zijn meerderen, en wil hun bevelen altijd strikt opvolgen (zelfs als hij weet dat deze bevelen wreed en onmenselijk zijn). Hij droomt ervan om Zorro eigenhandig te vangen, maar ontwikkelt later in de serie toch respect voor de held. Hij heeft tevens een talent voor zingen.

### Andere rollen
- Don Diamond als korporaal Reyes
- Britt Lomond als kapitein Enrique Sanchez Monastario (seizoen 1)
- Than Nguyen als advocaat Licenciado Pina (seizoen 1)
- Romney Brent als pater Felipe (seizoen 1)
- Jan Arvan als Don Ignacio (Nacho) Torres (seizoen 1)
- Eugenia Paul als Elena Torres (seizoen 1)
- Pat Hogan als Benito (seizoen 1)
- Tony Russo als Martinez (seizoen 1)
- Sebastian Cabot als rechter Vasca (seizoen 1)
- Anthony Caruso als kapitein Juan Ortega (seizoen 1)
- Vinton Hayworth als magistraat Carlos Galindo (seizoen 1)
- Peter Adams als kapitein Arturo Toledano (seizoen 1)
- Suzanne Lloyd als Raquel Toledano (seizoen 1)
- Steve Stevens als Don Rodolfo (seizoen 1)
- Armand Alzamora als Figueroa (seizoen 1)
- George Keymas als Roberto (seizoen 1)
- Myrna Fahey als Maria Crespo (seizoen 1)
- Peter Brocco als Barca (seizoen 1)
- Miguel Landa als Ramon Santil (seizoen 1)
- Sandy Livingston als Rosarita (seizoen 1)
- Charles Korvin als José Sebastián Varga (seizoen 1)
- Jolene Brand als Ana María Verdugo (seizoen 2)
- Carlos Romero als Romero Serrano (seizoen 2)
- Eduard Franz als Gregorio Verdugo (seizoen 2)
- Frank Wilcox als vice-gouverneur Luis Rico (seizoen 2)
- Ric Roman als kapitein Briones (seizoen 2)
- Richard Anderson als Ricardo del Amo (seizoen 2)
- Cesar Romero als Esteban de la Cruz (seizoen 2)
- Annette Funicello als Anita Cabrillo (seizoen 2)
- Everett Sloane als Andrés Felipe Basilio (seizoen 2)
- John Litel als de gouverneur van Californië (seizoen 2)

## Video en dvd
De serie is een paar maal uitgebracht.

### VHS
Verschillende compilaties van de serie werden uitgebracht op VHS, maar deze zijn inmiddels uit de handel. Ze waren als volgt:
Zoals uitgezonden op de televisie
- Volume 1 - The Secret of El Zorro (vier afleveringen), ISBN 1-55890-341-0
- Volume 2 - Zorro and the Mountain Man (drie afleveringen), ISBN 1-55890-339-9
- Volume 3 - The Mystery of Don Cabrillo (drie afleveringen), ISBN 1-55890-340-2
- Volume 4 - Invitation to Death (vier afleveringen), ISBN 1-55890-362-3
- Volume 5 - The Gay Caballero (vier afleveringen), ISBN 1-55890-173-6
- Volume 6 - The Man from Spain (vier afleveringen), ISBN 1-55890-175-2

Bioscoopfilms, bestaande uit meerdere afleveringen
- The Sign of Zorro (1958, Amerikaanse uitgave 1960; Monastario-verhaallijn)
- Zorro the Avenger (1959; gebaseerd op de Eagle-verhaallijn)

### Dvd
Twee dvd’s over seizoen 1 werden uitgebracht in de Verenigde Staten in 2006. Drie andere dvd’s volgden, waarmee het hele eerste seizoen op dvd kwam.
- Walt Disney's Zorro, Season 1, Volume 1, ISBN 0-7888-7103-X
- Walt Disney's Zorro, Season 1, Volume 2, ISBN 0-7888-7104-8
- Walt Disney's Zorro, Season 1, Volume 3, ISBN 0-7888-7250-8
- Walt Disney's Zorro, Season 1, Volume 4, ISBN 0-7888-7251-6
- Walt Disney's Zorro, Season 1, Volume 5, ISBN 0-7888-7253-2

## Vervolg
De serie kreeg een vervolg getiteld Zorro and Son, een comedyserie gefilmd in dezelfde studio’s als het origineel. Geen van de originele castleden deed mee in deze serie, en de serie zelf was geen succes.

## Trivia
- George J. Lewis, die in de serie Diego's vader Don Alejandro speelt, deed eerder mee in de filmreeks Zorro's Black Whip als Vic Gordon.